# Batalha de Mulayda
A Batalha de Mulayda foi a última grande batalha durante o período do Segundo Estado Saudita. Após problemas com o Zakat e a prisão do líder dos Rashidi, Ibn Sabhan, os Rashidis planearam acabar com o Estado saudita e conquistar tanto a região de Qasim quanto Riade. Os Rashidis e os seus aliados dos clãs Árabes terminaram com sucesso o Segundo Estado saudita, e forçaram a Casa de Saud liderada por Abdul Rahman bin Faisal e seus aliados a fugir.